# Barrio Hidalgo
Barrio Hidalgo är en ort i Mexiko.   Den ligger i kommunen Zapotitlán och delstaten Puebla, i den sydöstra delen av landet, 220 km sydost om huvudstaden Mexico City. Barrio Hidalgo ligger 2 248 meter över havet och antalet invånare är 130.
Terrängen runt Barrio Hidalgo är kuperad. Runt Barrio Hidalgo är det mycket glesbefolkat, med 2 invånare per kvadratkilometer. Närmaste större samhälle är Zaragoza, 12,3 km nordost om Barrio Hidalgo. I omgivningarna runt Barrio Hidalgo växer huvudsakligen savannskog.